# 台湾民主自治同盟福建省委员会
台湾民主自治同盟福建省委员会，简称台盟福建省委、福建台盟，是台湾民主自治同盟在福建省的地方组织。